# Richard Jewell (film)
Richard Jewell è un film del 2019 diretto e co-prodotto da Clint Eastwood.
Basata sulla storia vera della guardia di sicurezza Richard Jewell e dell'attentato di Atlanta del 1996, la pellicola è interpretata da Sam Rockwell, Kathy Bates, Jon Hamm, Olivia Wilde e Paul Walter Hauser.
Il film è stato inserito dal National Board of Review nella lista dei migliori dieci film dell'anno.

## Trama
Atlanta, 1996. Richard Jewell, una guardia di sicurezza che lavora per la AT&T durante le Olimpiadi, dopo aver limitato con il suo coraggio i danni di un'esplosione causata da una bomba durante un concerto in un parco, viene ingiustamente accusato di essere l'attentatore. Con l'aiuto di un avvocato, sua vecchia conoscenza, si batte per la sua innocenza, sia contro l'FBI che contro la stampa che, pur non avendo prove concrete della sua colpevolezza, lo perseguitano distruggendo la sua vita e quella della madre. Alla fine verrà prosciolto da tutte le accuse, nonostante l'FBI resti convinta della sua colpevolezza, e, malgrado le ferite dello sciacallaggio mediatico che lo segneranno per sempre, riuscirà a coronare il suo sogno di diventare poliziotto.

## Produzione
Il progetto fu inizialmente annunciato nel febbraio 2014, quando Leonardo DiCaprio e Jonah Hill comunicarono che avrebbero prodotto il film, con Hill che avrebbe interpretato Jewell, e DiCaprio l'avvocato che aiuta Jewell a provare la sua innocenza. Paul Greengrass cominciò le trattative per dirigere la pellicola, con Billy Ray alla sceneggiatura. Altri registi presi in considerazione furono Ezra Edelman e David O. Russell, prima che la regia venisse ufficialmente affidata a Clint Eastwood all'inizio del 2019. Alla fine DiCaprio e Hill non recitarono nel film, sebbene rimasero come produttori.
Nel maggio 2019 la Warner Bros. acquisì i diritti del film dalla 20th Century Fox, che era stata da poco rilevata dalla The Walt Disney Company. In giugno, Sam Rockwell fu aggiunto al cast nella parte dell'avvocato e Paul Walter Hauser fu scritturato per il ruolo di Jewell. Inoltre fu annunciata la partecipazione di Kathy Bates, Olivia Wilde, Jon Hamm e Ian Gomez. Nel luglio 2019 si unì al cast anche Nina Arianda. Le riprese cominciarono il 24 giugno 2019 ad Atlanta.

## Promozione
Il trailer ufficiale è stato pubblicato il 3 ottobre 2019.

## Distribuzione
Il film è stato distribuito nelle sale cinematografiche statunitensi il 13 dicembre 2019, mentre in quelle italiane il 16 gennaio 2020.

## Accoglienza

### Incassi
A fronte di un budget di 45 milioni di dollari, il film ha incassato 22345542 $ in Nord America e 22300000 $ nel resto del mondo, per un totale di 44645542 $. In Italia ha incassato 2619439 €, di cui circa 1,2 milioni nel primo fine settimana di programmazione.

### Critica
Il film è stato accolto positivamente dalla critica, sia per le performance di Bates e Hauser, sia per la regia di Eastwood. Sull'aggregatore di recensioni Rotten Tomatoes ha un indice di gradimento del 77% basato su 299 recensioni, con un voto medio di 6,9 su 10. Su Metacritic ottiene un punteggio di 68 su 100 basato su 46 recensioni.

## Riconoscimenti
- 2020 – Premi Oscar[22]
  - Candidatura per la migliore attrice non protagonista a Kathy Bates
- 2020 – Golden Globe[23]
  - Candidatura per la miglior attrice non protagonista in un film a Kathy Bates
- 2019 – National Board of Review Award[24]
  - Migliori dieci film dell'anno
  - Miglior attrice non protagonista a Kathy Bates
  - Miglior performance rivelazione a Paul Walter Hauser

## Casi mediatici
Il film si attirò alcune critiche per il ritratto dato della giornalista del The Atlanta Journal-Constitution Kathy Scruggs, morta per overdose di farmaci nel 2001. Nello specifico fu criticata la scena nella quale la reporter si offre sessualmente a un agente dell'FBI in cambio di informazioni confidenziali. Il redattore capo del The Atlanta Journal-Constitution scrisse un articolo nel quale definì l'episodio "completamente falso e tendenzioso". Alcuni dipendenti del giornale chiesero che al film venisse aggiunto un evidente disclaimer che avvisasse come "alcuni eventi sono stati immaginati con licenza artistica per scopi puramente drammatici". Gli accusatori del film affermarono inoltre che in esso viene perpetuato il luogo comune sessista della bella giornalista che scambia sesso con informazioni riservate.